# 梅尔布施
梅尔布施（德語：Meerbusch，發音：[ˈmeːɐ̯ˌbʊʃ] ⓘ）是德国北莱茵-威斯特法伦州杜塞尔多夫行政区诺伊斯莱茵县的城市，面积64.39平方千米，2023年12月31日人口为57,440人。